# Metropolitan Borough of Oldham
Metropolitan Borough of Oldham  är ett storstadsdistrikt (kommun) i Greater Manchester i England, Storbritannien. Distriktet har 243 912 invånare (2022). Huvudort är Oldham.
Större delen av distriktet ingår inte i någon civil parish. Undantagen är Saddleworth och Shaw and Crompton som utgör var sin civil parish.

## Politik
Distriktets fullmäktige, Oldham Metropolitan Borough Council, är organiserat enligt "ledare och kabinett"-formen.

## Indelning
Oldham är indelat i tjugo distriktsdelar:
- Alexandra
- Chadderton Central
- Chadderton North
- Chadderton South
- Coldhurst
- Crompton
- Failsworth East
- Failsworth West
- Hollinwood
- Lees
- Royton North
- Royton South
- Saddleworth East
- Saddleworth West
- St James
- St Marys
- St Pauls
- Shaw
- Waterhead
- Werneth